# Даці
Даци або Датчі — традиційний бутанський сир, виготовлений з молока яка. Після завершення приготування сиру з нього роблять невеликі булочки. Сир має білий колір і за смаком часто нагадує сир з пліснявою.
Даци — частина багатьох традиційних бутанських страв, таких як національна страва Бутану хемадаці (або перець чилі з сирним соусом) або кевадаці (картопля з сирним соусом).